# Show (album)

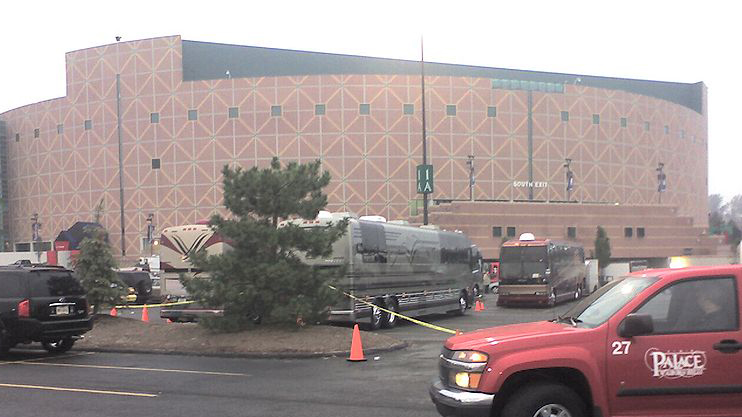
The Palace of Auburn Hills, waar Show is opgenomen

Show is een livealbum van de Britse newwaveband The Cure. Het album kwam uit in 1993 en is opgenomen in The Palace of Auburn Hills, Auburn Hills, Michigan in 1992. De concerten maakten deel uit van de tournee Wish van The Cure.
Show kwam uit naast Paris, een concert dat opgenomen is in Parijs, Frankrijk. Show bevat meer popklassiekers van The Cure, zoals "Just Like Heaven", "Pictures of You" en "Friday I'm in Love", terwijl Paris meer draait om oudere cult klassiekers van de band.

## Nummers
Show kwam uit als dubbel-cd. Er zijn verschillende versies met verschillende nummerlijsten. De Amerikaanse versie is de enige die op een enkele cd is uitgebracht. De nummers die niet op de Amerikaanse versie pasten ("Fascination Street", "The Walk" en "Let's Go to Bed") kwamen uit op de ep Sideshow. De VHS-video-uitgave bevat daarnaast ook nog enkele toegiften, waaronder een 15 minuten durende versie van "A Forest".

### Cd 1
1. "Tape"
2. "Open" (Wish)
3. "High" (Wish)
4. "Pictures of You" (Disintegration)
5. "Lullaby" (Disintegration)
6. "Just Like Heaven" (Kiss Me, Kiss Me, Kiss Me)
7. "Fascination Street" (Disintegration)
8. "A Night Like This" (The Head on the Door)
9. "Trust" (Wish)

### Cd 2
1. "Doing the Unstuck" (Wish)
2. "The Walk" (Japanese Whispers)
3. "Let's Go to Bed" (Japanese Whispers)
4. "Friday I'm in love" (Wish)
5. "In Between Days" (The Head on the Door)
6. "From The Edge of the Deep Green Sea" (Wish)
7. "Never Enough" (Mixed Up)
8. "Cut" (Wish)
9. "End" (Wish)

### 1-cd-uitgave
1. "Tape/Open" (Wish)
2. "High" (Wish)
3. "Pictures of You" (Disintegration)
4. "Lullaby" (Disintegration)
5. "Just Like Heaven" (Kiss Me, Kiss Me, Kiss Me)
6. "A Night Like This" (The Head on the Door)
7. "Trust" (Wish)
8. "Doing the Unstuck" (Wish)
9. "Friday I'm in Love" (Wish)
10. "In Between Days" (The Head on the Door)
11. "From the Edge of the Deep Green Sea" (Wish)
12. "Never Enough" (Mixed Up)
13. "Cut" (Wish)
14. "End" (Wish)

### Videoregistratie
Setlist van cd1 + cd2, plus de volgende toegiften:
1. "To Wish Impossible Things" (Wish)
2. "Primary" (Faith)
3. "Boys Don't Cry" (Three Imaginary Boys)
4. "Why Can't I Be You?" (Kiss Me, Kiss Me, Kiss Me)
5. "A Forest" (Seventeen Seconds)

## Bezetting
- Robert Smith - Zang, gitaar
- Simon Gallup - Basgitaar
- Porl Thompson - Gitaar, keyboards
- Boris Williams - Drums
- Perry Bamonte - Gitaar, keyboards

## Singles
- 1993 - Showpro, een promosingle met de nummers "Just Like Heaven (Live)" en "Doing The Unstuck (Live)".
- 1993 - Sideshow, een ep met de nummers "Tape (Intro)", "Just Like Heaven (Live)", "Fascination Street (Live)", "The Walk (Live)" en "Let's Go To Bed (Live)".